# Кочубей Віктор Павлович
Кочубе́й Ві́ктор Па́влович (нар. 11 (22) листопада 1768, с. Диканька, Полтавський полк, Гетьманщина — пом. 15 червня 1834, Москва, Російська імперія) — представник українського аристократичного роду, державний діяч Російської імперії, князь (від 1831 року), перший державний канцлер внутрішніх справ (1834 рік) Російської імперії.
Правнук Василя Леонтійовича Кочубея, племінник по матері Олександра Безбородька.

## Життєпис
Походив з козацького роду кримськотатарського походження Кочубеїв, що заснований вихідцем з Кримського ханства Кучук-беєм.

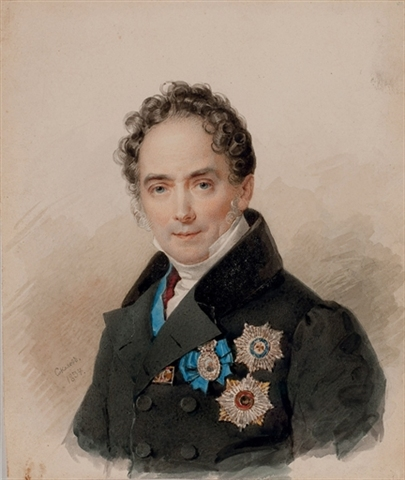
Портрет роботи Петра Соколова

Народився у маєтку батька Диканьці, у межах Першо-Диканської сотні Полтавського полку Гетьманщини.
У 1775 емігрував у Росію, жив у Санкт-Петербурзі, у дядька, навчався у приватному пансіонаті де Вільнева, одночасно в 1776 записаний на службу до лейб-гвардії Преображенського полку.
З 1784 — ад'ютант Григорія Потьомкіна.
У 1784—1786 знаходився при російській місії у Стокгольмі, одночасно відвідував лекції в Упсальському університеті.
У 1789—1791 у складі місії до Лондона; отримав дозвіл подорожувати Європою для продовження навчання, відвідав Нідерланди та Францію. Брав участь у підписанні Яського миру 1791.
У 1792 здружився із великим князем Олександром Павловичом (майбутнім імператором Олександром I).
У 1792—1797 — надзвичайний посол у Константинополі.
З жовтня 1798 — віце-канцлер, з грудня — керуючий Колегією закордонних справ; прибічник укріплення відносин із Османською імперією, укладення російсько-османського договору 1799.
Після смерті Безбородька стан Кочубея при дворі імператора Павла I став непевним, у вересні 1799 його відправили у відставку.
15 жовтня 1799 одружився з Марією Васильчиковою.
Навесні 1800 виїхав за кордон, але отримав повідомлення про смерть Павла I і повернувся до Санкт-Петербурга у квітні 1801.
З липня 1801 — сенатор, перебував при імператорі Олександрі I. У 1801—1802 керував Колегією закордонних справ; член Негласного комітету.
При обговоренні селянського питання Кочубей виступав проти звільнення селян без землі та практики переводу їх у дворові; ту ж позицію відстоював у Комітеті із забезпечення справ естляндських та ліфляндських селян, Головою якого Кочубей був з 1803.
У галузі політичних перетворень Кочубей виступав прибічником поділу влади при збереженні непорушності самодержавства. Один з ініціаторів створення міністерств (1802). Поділ влади трактував як точне визначення взаємодії між різними державними органами (у першу чергу між міністерствами та Сенатом), а також як розширення сфери компетенції міністрів і ліквідації колегіальності у виконавчих органах влади.
Єдиний із «молодих друзів» імператора Олександра I, що мав до 1801 значний досвід у державних справах і першим із них отримав міністерський пост (від вересня 1802 міністр внутрішніх справ).
Найближчим помічником Кочубея, якого він захищав у міністерстві, був Михайло Сперанський. За словами барона Модеста Корфа: однією з його коханок була Єлизавета Ланська.
У листопаді 1807 відправлений у відпустку.
З 1810 — член Державної Ради по Департаменту державної економії, на початку 1812 — голова Департаменту законів Державної Ради. Підтримував пропозицію Сперанського про реформу фінансів і Сенату.

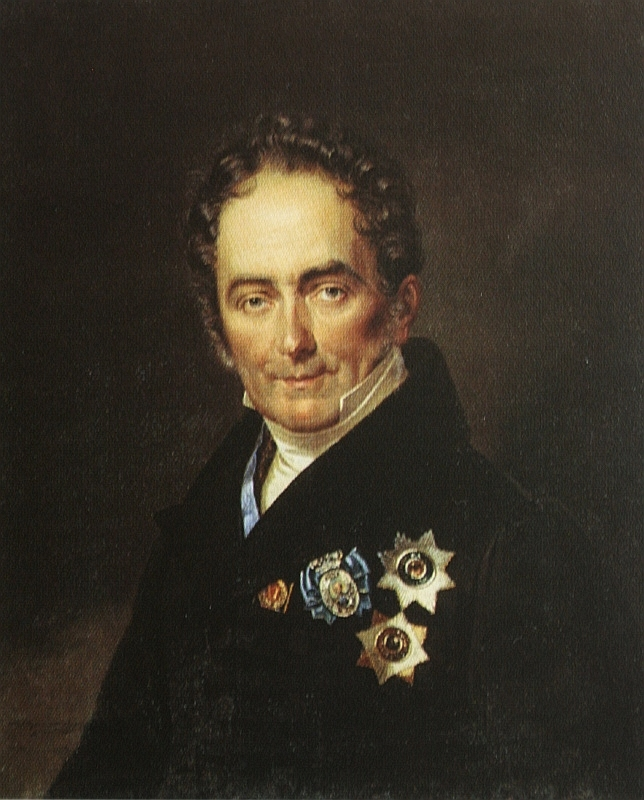
Портрет графа В. П. Кочубея роботи Івана Бугаєвського, 1837

Під час Французько-російської війни 1812 року був при імператорі Олександрі I, сприяв призначенню Михайла Кутузова головнокомандувачем. У 1813 — голова Центральної ради по керуванні німецькими землями.
У 1816—1819 — голова Департаменту громадських та духовних справ Державної ради. Вважав необхідним приступити до перетворення внутрішнього керування шляхом упорядкування фінансів і реорганізації органів виконавчої влади. Зокрема пропонував об'єднати Міністерство поліції з міністерством внутрішніх справ, а також створити Міністерство духовних справ народної просвіти.
У 1817—1818 жив у Парижі.
У листопаді 1819 — червні 1823 керував Міністерством внутрішніх справ.
З 1823, у зв'язку з хворобою дочки, жив на Півдні Росії.
З 1826 — голова секретного «Комітету 6 грудня 1826», що підготував пропозиції з реоргацізації органів влади, селянського та станового питань, частково запроваджених у 1830—1840-х.
З 1827 — голова Державної Ради Російської імперії та комітету міністрів. Одночасно в 1828 очолював секретну комісію, що під час перебування імператора Миколи I на дунайському театрі військових дій російсько-турецької війни 1828—1829 протягом півроку керувала внутрішніми справами Російської імперії.

## В.Кочубей і Україна
Державний діяч високого рівня себе з Україною, з українською культурою не ототожнював. О. Субтельний називає В.Кочубея характерним представником "малоросійської ментальності", при цьому наводить відоме висловлювання діяча: «Хоч і народився я хохлом, я більший росіянин, ніж хто інший... Моє становище підносить мене над усякими дріб'язковими міркуваннями. Я розглядаю турботи ваших губерній (України – О.С.) з точки зору спільних інтересів усього нашого суспільства. Мікроскопічні погляди мене не турбують»